# Józef Konieczny (naukowiec)

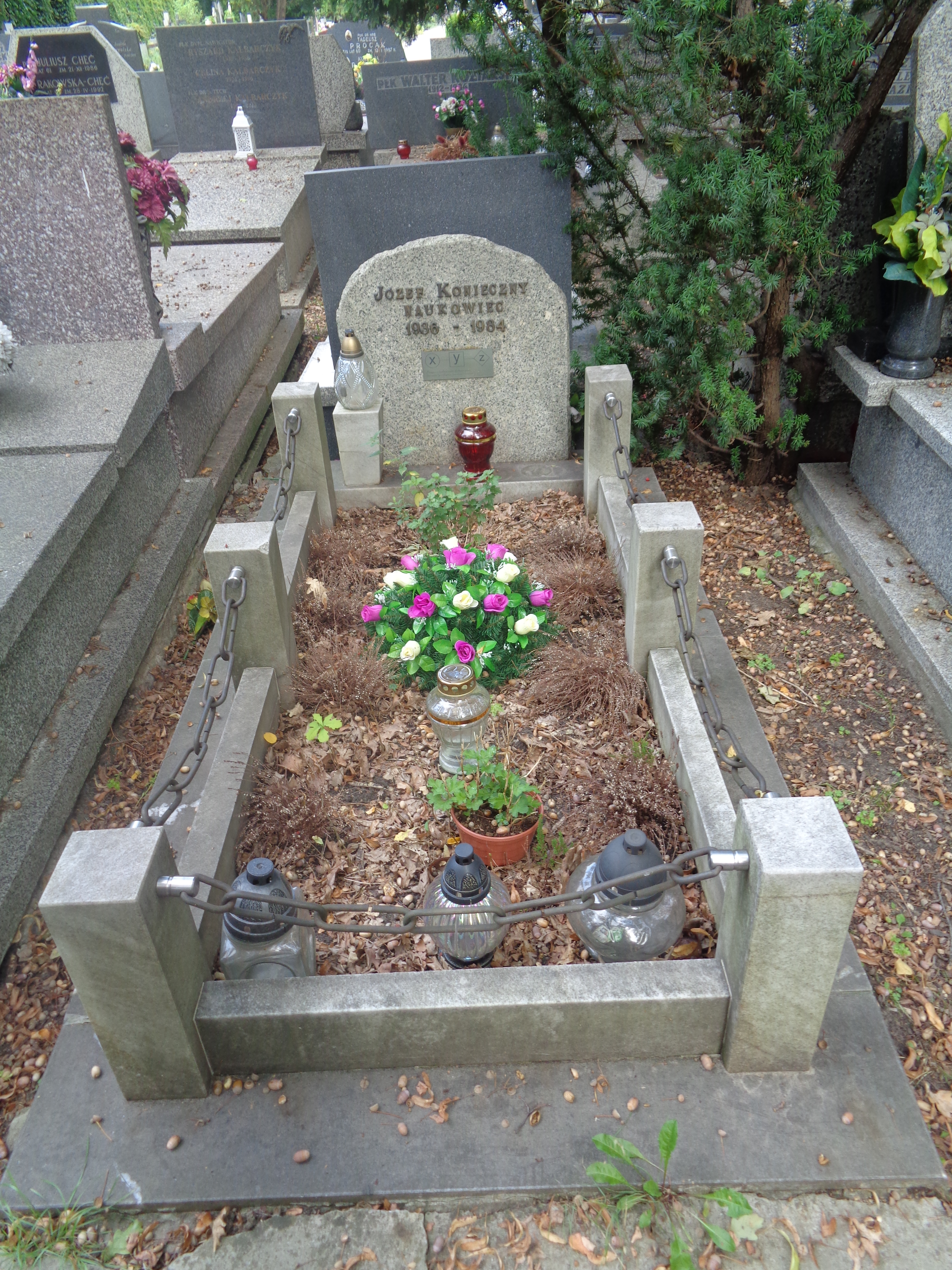
Grób Józefa Koniecznego na Cmentarzu Wojskowym na Powązkach

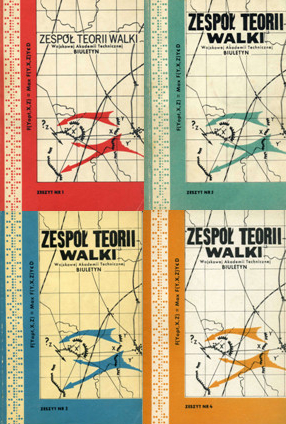
Prace "ZespołuTeorii Walki" WCY WAT

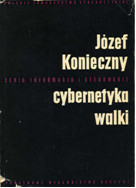
Cybernetyczna teoria walki

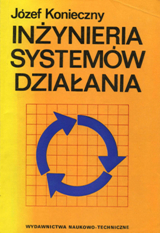
Systemy działania

Józef Konieczny (ur. 27 sierpnia 1936 w m. Szczepankowiec na Ziemi Krakowskiej, zm. 16 października 1984 w Warszawie) – inżynier, cybernetyk, prakseolog, filozof, pułkownik Wojska Polskiego. Prekursor polskiej szkoły eksploatyki oraz współtwórca teorii eksploatacji.

## Życie i dokonania
W roku 1954 ukończył szkołę średnią. W latach 1954–1959 studiował w Wojskowej Akademii Technicznej na ówczesnym Fakultecie Lotniczym. Studia ukończył z wyróżnieniem, pozostając następnie na Uczelni jako starszy asystent w laboratorium osprzętu lotniczego i uzbrojenia w Wydziale Mechanicznym WAT.
W latach 1964 -1968 był wykładowcą w Katedrze Bojowego Wykorzystania Sprzętu w Wydziale Elektromechanicznym WAT. Intensywną działalność dydaktyczną w tym okresie łączył z równoległymi studiami na Uniwersytecie Warszawskim, ukoronowanymi zdobyciem stopnia doktora filozofii w 1968 roku.
W drodze wyróżnienia przeniesiony został na stanowisko starszego wykładowcy, a następnie zastępcy szefa Katedry Badań Operacyjnych nowo utworzonego Wydziału Cybernetyki WAT. Pozostając na tym stanowisku do połowy 1977 roku 
pracował naukowo i społecznie: działał w Polskim Towarzystwie Cybernetycznym, w Naczelnej Organizacji Technicznej, był współzałożycielem Zespołu Prakseologii Formalnej PAN. Włożył wiele wysiłku w utworzenie nowej specjalności studiów w WAT – „ cybernetyki wojskowej”.
Kierował licznymi pracami magisterskimi dyplomantów Wydziału Cybernetyki WAT. Opiekował się studenckim Kołem Naukowym Cybernetyków.
W latach 1968 – 1971 redagował biuletyny prac Zespołu Teorii Walki WAT, w których brał udział zajmując się problematyką modelowania procesów walki zbrojnej (łańcuchy niszczenia, funkcje strat, modele walczących stron). Wówczas również został wprowadzony podział na walkę informacyjną oraz walkę energetyczną.
W latach 1969–1975 pojawiły się pierwsze Jego książki. W roku 1969 – napisana wspólnie z E. Olearczukiem i W. Żelazowskim : „Elementy Nauki o Eksploatacji Urządzeń”, w 1970 r.: „Cybernetyka walki” i „Wstęp do teorii eksploatacji urządzeń”, w roku 1975: „Sterowanie eksploatacją urządzeń” i „Podstawy eksploatacji urządzeń”.
W 1977 r. Józef Konieczny objął stanowisko Zastępcy Komendanta do spraw Naukowych w nowo utworzonym Instytucie Systemów Zabezpieczenia Technicznego Wojsk WAT (późniejszym Instytucie Logistyki WAT), w tym samym roku uzyskał drugi doktorat – nauk technicznych. Na okres pracy w Instytucie przypadł najpłodniejszy etap działalności badawczej, dydaktycznej i organizacyjnej. Zainteresowania naukowe skupiły się na „inżynierii systemów działania”, której podstawy tworzył i którą rozwijał, skupiając wokół siebie grono młodych prężnych naukowców, wojskowych i cywilnych, z których wielu uzyskało w późniejszych latach tytuły profesorskie, pełniło funkcje szefów placówek naukowo- badawczych, prezesów stowarzyszeń, kierowników ważnych instytucji państwowych.
Brał udział w tworzeniu nowych specjalności i programów studiów podyplomowych. Z Jego inicjatywy rozpoczęto w 1976 roku wydawanie zeszytów prac Instytutu pt. „Systemy Zabezpieczenia Wojsk”, które do dziś wydawane są w WAT pod nazwą „Systemy Logistyczne Wojsk”. Był opiekunem naukowym i konsultantem doktorantów, kierował licznymi pracami podyplomowymi oficerów służb technicznych WP, uczestników studiów i kursów prowadzonych w Instytucie. Organizował konferencje naukowe, sympozja, pamiętne coroczne letnie Seminaria Inżynierii Systemów (SIS).
W latach 1981–1983 opracował dla potrzeb studiów podyplomowych i doktorantów serię skryptów, które stały się zalążkiem wydanej w 1983 obszernej monografii pt. „Inżynieria Systemów Działania”, będącej swoistym podsumowaniem Jego systemowej refleksji. Równolegle z działalnością w Instytucie Systemów Zabezpieczenia Wojsk WAT rozwinął ożywioną działalność w środowiskach wyższych uczelni cywilnych i wojskowych, współpracując z instytutami naukowymi, działając w PAN, PTC, NOT, TNOiK. Stając się coraz bardziej znanym w świecie nauki, zapraszany był na konferencje i sympozja w kraju i zagranicą m.in. w Bułgarii, na Węgrzech, w Turcji. Jego prace cytowali ludzie o nazwiskach znanych w świecie nauki.
Za swą działalność w sferze nauki i dydaktyki, za pracę społeczną i organizatorską, odznaczony był m.in. Krzyżem Kawalerskim Orderu Odrodzenia Polski, Złotym i Srebrnym Krzyżem Zasługi, licznymi odznaczeniami państwowymi, wojskowymi, organizacyjnymi. Był laureatem wielu nagród rektorskich w dziedzinie nauki i dydaktyki.
Celem działalności naukowej Józefa Koniecznego jako humanisty i inżyniera zarazem, było m.in. integrowanie nauki, w której, to widział on optymalne rozwiązanie dla postępowego rozwoju w działaniu. Stąd też w jego badaniach naukowych dominowały założenia epistemologiczne szkoły realistów, które można ująć w krótkiej jego myśli: „Postępem w działaniu rządzą obiektywne prawa, które muszą być wykrywane, poznawane i stosowane”.
Problem integracji nauki został rozwiązany również m.in. przez Józefa Kosseckiego, który opracował naukowe podstawy metacybernetyki.
Zmarł w Warszawie został pochowany na Cmentarzu Wojskowym na Powązkach kwatera C 16 rząd 5 grób 16.

## Publikacje
- J. Konieczny, E. Olearczuk, W. Żelazowski, Elementy Nauki o Eksploatacji Urządzeń, Wydawnictwa Naukowo-Techniczne, Warszawa 1969.
- Prace Zespołu Teorii Walki : [Biuletyn]. Z. 1-4 / [przew. zespołu Z. Bobecki, sekr. zespołu J. Konieczny, red. biul. J. Frankiewicz], Zespół Teorii Walki Wojskowej Akademii Technicznej, WAT, Warszawa 1968 – 1971.
- Cybernetyka walki, Polskie Towarzystwo Cybernetyczne – Państwowe Wydawnictwo Naukowe, Warszawa 1970.
- Wstęp do teorii eksploatacji urządzeń, Wydawnictwa Naukowo-Techniczne, Warszawa 1971.
- Podstawy eksploatacji urządzeń, Ministerstwa Obrony Narodowej, Warszawa 1975.
- Podstawy zabezpieczenia technicznego: wprowadzenie do teorii eksploatacji: [skrypt], Wojskowa Akademia Techniczna, Warszawa 1975.
- Modele matematyczne systemów: [skrypt], Wojskowa Akademia Techniczna, Warszawa 1982.
- Modele prakseologiczne systemów: [skrypt], Wojskowa Akademia Techniczna, Warszawa 1982.
- Inżynieria systemów działania, Wydawnictwa Naukowo-Techniczne, Warszawa 1983.
- Modele ocenowe systemów: [skrypt], Wojskowa Akademia Techniczna, Warszawa 1983.
- Eksploatyka; eksploatacyjna wizja świata, Warszawa 1982, książka niewydana.